# Аполон од Белака
„Аполон од Белака“ је југословенски филм из 1966. године. Режирала га је Огњенка Милићевић, а сценарио је писао Жан Жироду.

## Улоге
| Глумац          | Улога |
| --------------- | ----- |
| Стојан Дечермић |       |
| Виктор Старчић  |       |